# Condado de Lancaster (Carolina del Sur)
El condado de Lancaster  (en inglés: Lancaster County, South Carolina), fundado en 1798, es uno de los 46 condados del estado estadounidense de Carolina del Sur. En el año 2000 tenía una población de 61 351 habitantes con una densidad poblacional de 43 personas por km². La sede del condado es Lancaster.

## Geografía
Según la Oficina del Censo, el condado tiene un área total de 1437 km² (554,8 mi²), de la cual 1422 km² (549 mi²) es tierra y 16 km² (6,2 mi²) es agua.

### Condados adyacentes
- Condado de Union norte
- Condado de Chesterfield este
- Condado de Kershaw sur
- Condado de Fairfield suroeste
- Condado de York oeste
- Condado de Chester oeste
- Condado de Mecklenburg noroeste

## Demografía
En el 2000 la renta per cápita promedia del condado era de $34 688, y el ingreso promedio para una familia era de $40 955. El ingreso per cápita para el condado era de $16 276. En 2000 los hombres tenían un ingreso per cápita de $30 176 contra $22 238 para las mujeres. Alrededor del 12.80% de la población estaba bajo el umbral de pobreza nacional.

## Lugares

### Ciudades y pueblos
- Buford
- Elgin
- Heath Springs
- Indian Land
- Irwin
- Kershaw
- Lancaster Mill
- Lancaster
- Springdale
- Taxahaw
- Van Wyck